# Eleição municipal de Itapipoca em 2016
A eleição municipal de Itapipoca em 2016 foi realizada para eleger um prefeito, um vice-prefeito e 17 vereadores no município de Itapipoca, no estado brasileiro do Ceará. Foram eleitos ) e  para os cargos de prefeito(a) e vice-prefeito(a), respectivamente.
Seguindo a Constituição, os candidatos são eleitos para um mandato de quatro anos a se iniciar em 1º de janeiro de 2017. A decisão para os cargos da administração municipal, segundo o Tribunal Superior Eleitoral, contou com 79 312 eleitores aptos e 3 977 abstenções, de forma que 5.01% do eleitorado não compareceu às urnas naquele turno.

## Antecedentes
Anteriormente, na eleição municipal de 2012, o candidato Dr. Dagmauro, do PT, foi eleito como prefeito de Itapipoca, derrotando seu adversário, Roberto Leite do PMDB. O candidato do “Partido dos Trabalhadores” foi eleito com 64,03% dos votos válidos, em 2012.

## Campanha
O candidato Dagmauro Sousa Moreira do Partido dos Trabalhadores foi prefeito de Itapipoca de 2012 até 2016. Em 2016, tentou a reeleição, mas como efeito sintomático em grande parte do país, os resultados não foram favoráveis para o PT. 
Em contrapartida, o candidato do PSDB, João Ribeiro Barroso, mostrou melhor desempenho. João Barroso foi prefeito de Itapipoca de 2004 até 2012. Após a reeleição e os 8 anos de governo, João já não podia mais concorrer. Após os 4 anos de mandato de Dagmauro, ele não conseguiu se reeleger e João Barroso teve a chance de se candidatar novamente, se tornando o atual prefeito de Itapipoca com a coligação “Itapipoca rumo à vitória”.

## Resultados

### Eleição municipal de Itapipoca em 2016 para Prefeito
A eleição para prefeito contou com 5 candidatos em 2016: Geraldo Gomes de Azevedo Filho do Partido Democrático Trabalhista, Dagmauro Sousa Moreira do Partido dos Trabalhadores, João Ribeiro Barroso do Partido da Social Democracia Brasileira, Ana Paula Braga Veras do Partido Social Democrático (2011), Francisco Laelio Gonçalves Bastos do Podemos (Brasil) que obtiveram, respectivamente, 5 714, 27 526, 33 158, 4 242, 642 votos. O Tribunal Superior Eleitoral também contabilizou 5.01% de abstenções nesse turno. 
| Candidato(a)                             | Vice                                  | Coligação                                | Votos recebidos | Percentual |
| ---------------------------------------- | ------------------------------------- | ---------------------------------------- | --------------- | ---------- |
| João Ribeiro Barroso (PSDB)              | José Edísio Oliveira Teixeira Pacheco | Itapipoca Rumo À Vitória                 | 33158           | 46.52%     |
| Dagmauro Sousa Moreira (PT)              | Felipe Souza Pinheiro                 | Humildade e Trabalho para Seguir Mudando | 27526           | 38.62%     |
| Geraldo Gomes de Azevedo Filho (PDT)     | Edivar Azevedo Rocha                  | É Tempo de Mudança                       | 5714            | 8.02%      |
| Ana Paula Braga Veras (PSD)              | Flailton Ferreira Oliveira            | Para Renovar Itapipoca                   | 4242            | 5.95%      |
| Francisco Laelio Gonçalves Bastos (PODE) | Sebastiao Alves Neto                  | Podemos (sem coligação)                  | 642             | 0.9%       |

### Eleição municipal de Itapipoca em 2016 para Vereador
Na decisão para o cargo de vereador na eleição municipal de 2016, foram eleitos 17 vereadores com um total de 72 980 votos válidos. O Tribunal Superior Eleitoral contabilizou 1 105 votos em branco e 1 250 votos nulos. De um total de 79 312 eleitores aptos, 3 977 (5.01%) não compareceram às urnas .
| Nome                               | Partido político                               | Coligação                                               | Votos recebidos | Percentual |
| ---------------------------------- | ---------------------------------------------- | ------------------------------------------------------- | --------------- | ---------- |
| Renan Barroso Montenegro           | Patriota (PATRI)                               | Juntos por uma Itapipoca Cada Vez Melhor                | 2610            | 3.58%      |
| Gustavo Barroso Bezerra            | Partido da República (PR)                      | Partido da República (sem coligação)                    | 2549            | 3.49%      |
| Francisca Esla Soares Mota         | Partido dos Trabalhadores (PT)                 | Juntos por uma Itapipoca Cada Vez Melhor                | 2224            | 3.05%      |
| José Eucário Braga                 | Partido Social Cristão (PSC)                   | Partido Social Cristão (sem coligação)                  | 1933            | 2.65%      |
| Pedro de Sousa Ferreira Neto       | Partido Republicano da Ordem Social (PROS)     | Juntos por uma Itapipoca Cada Vez Melhor                | 1932            | 2.65%      |
| Luis Carlos Fontoura Goes          | Partido da Mobilização Nacional (PMN)          | Juntos por uma Itapipoca Cada Vez Melhor                | 1927            | 2.64%      |
| Luiz Veras Braga                   | Partido da Social Democracia Brasileira (PSDB) | Partido da Social Democracia Brasileira (sem coligação) | 1925            | 2.64%      |
| Adams Amaral de Castro             | Partido Republicano da Ordem Social (PROS)     | Juntos por uma Itapipoca Cada Vez Melhor                | 1854            | 2.54%      |
| Francisco Urbano Castro Montenegro | Democracia Cristã (DC)                         | Democracia Cristã (sem coligação)                       | 1807            | 2.48%      |
| Jose Rubens Barbosa                | Partido Republicano Progressista (PRP)         | Juntos por uma Itapipoca Cada Vez Melhor                | 1780            | 2.44%      |
| Erandir Soares Rodrigues           | Partido da República (PR)                      | Partido da República (sem coligação)                    | 1734            | 2.38%      |
| Larissa Joselle Braga Teixeira     | Partido da Social Democracia Brasileira (PSDB) | Partido da Social Democracia Brasileira (sem coligação) | 1709            | 2.34%      |
| Manoel Armando Ferreira de Sousa   | Solidariedade (SD)                             | Solidariedade (sem coligação)                           | 1266            | 1.73%      |
| José Marques de Araújo             | Partido Democrático Trabalhista (PDT)          | É Tempo de Mudança                                      | 1210            | 1.66%      |
| Ernando Pinto da Mota              | Partido Progressista (PP)                      | É Hora de Renovar                                       | 1205            | 1.65%      |
| Matheus Braga Barbosa              | Partido Social Democrático (PSD)               | É Hora de Renovar                                       | 1071            | 1.47%      |
| Francisco Roberto Sousa Moura      | Partido Comunista do Brasil (PCdoB)            | Partido Comunista do Brasil (sem coligação)             | 742             | 1.02%      |

## Análise
A vitória de João Barroso do PSDB não foi tão fácil, mas mesmo assim venceu o concorrente Dagmauro Sousa Moreira com 46,52% dos votos. Enquanto isso, Dagmauro do PT obteve 38,62% dos votos. A disputa não foi tão acirrada, mas não se pode dizer que a vantagem obtida por João Barroso foi muito maior que a do candidato do Partido dos Trabalhadores, afinal, foram apenas 7,9% de votos de diferença.
Ao final de 2020, João Barroso terá sido prefeito de Itapipoca por 12 anos (não consecutivos), podendo ainda tentar a reeleição que aumentaria o saldo para 16 anos sendo prefeito dessa cidade do Ceará. Se a população está satisfeita ou não com o atual governo de João Barroso, só saberemos em 2020 com os resultados das próximas eleições.